# Джеймс Мирлийс
Джеймс Алигзандър Мирлийс (на английски: James Alexander Mirrlees) е шотландски икономист, работил в областта на стимулите при информационна асиметрия. През 1996 г. той получава, заедно с Уилям Викри, Нобеловата награда за икономика (Награда за икономически науки на Шведската банка в памет на Алфред Нобел).
Той е един от създателите на теоремата за ефикасност Даймънд-Мирлийс от 1971 г. и специализира в теорията на оптималното данъчно облагане. Мирлийс твърди, че индивидите се различават според възможностите им да печелят пари. Държавата не е в състояние да облага хората според техните способности и усилия, а според дохода, който получават, съответно доходът е отражение на индивидуалните способности. Според него оптималният личен подоходен данък е близък до прогресията на Бентам.
Мирлийс завършва Единбургския университет и Тринити Колидж в Кеймбриджкия университет. Той преподава в Кеймбридж (1963-1969), Оксфорд (1969-1995) и отново в Кеймбридж (след 1995).
Той е сред икономистите, които смятат и предупреждават, че Брекзит ще се отрази негативно на британската икономика.